# Phiale bulbosa
Phiale bulbosa là một loài nhện trong họ Salticidae.
Loài này thuộc chi Phiale. Phiale bulbosa được Frederick Octavius Pickard-Cambridge miêu tả năm 1901.